# 152-й корпусной артиллерийский полк
152-й корпусной артиллерийский полк — воинская часть в вооружённых силах СССР во время Великой Отечественной войны.

## История
07.02.1940 года переведён на штат № 4/4 (с дополнением) численностью 1294 человек, затем на штат № 8/40-А.
На 22.06.1941 года артиллерийский полк дислоцировался в Гродно, находясь в составе 4-го стрелкового корпуса.
В ночь с 21.06.1941 года на 22.06.1941 года был поднят по тревоге и направлен из Гродно в район Сопоцкина прямо на границу, на заранее подготовленные позиции, однако до места назначения не добрался. Ранним утром 22.06.1941 взводы управления вступили в бой с противником в рядах пехоты, а батареи располагались всего в 7-8 километрах от застав.
На вооружении полка стояли 122 и 152-миллиметровые орудия (43 штуки) на механической тяге, осуществляемой тягачами Сталинец-65.
Уничтожен в Белостокском котле Часть подразделения удалось прорвать кольцо и выйти из окружения

## Укомплектованность (по состоянию на 01.11.1940)
Люди
- Начальствующий состав — 123
- Младший начальстующий состав — 244
- Рядовой состав — 1316

Автотранспорт
- Легковые — 16
- Грузовые — 65
- Специальные — 19
- Мотоциклы — 3
- Трактора — 52

Стрелковое вооружение
- Автоматические винтовки — 1756
- Револьверы — 51
- Ручные пулемёты — 3
- Зенитные пулемёты −3

Орудия
- 122-миллиметровые — 19
- 152-миллиметровые — 24

## Подчинение
| Дата            | Фронт (округ)  | Армия     | Корпус (группа)       | Примечания |
| --------------- | -------------- | --------- | --------------------- | ---------- |
| 22.06.1941 года | Западный фронт | 3-я армия | 4-й стрелковый корпус |            |

## Командиры
- полковник Пятыгин Афанасий Афанасьевич.